# Großaitingen
Großaitingen – miejscowość i gmina w Niemczech, w kraju związkowym Bawaria, w rejencji Szwabia, w regionie Augsburg, w powiecie Augsburg, siedziba wspólnoty administracyjnej Großaitingen. Leży częściowo na terenie Parku Natury Augsburg – Westliche Wälder, około 18 km na południe od Augsburga, nad rzeką Singold.

## Dzielnice
W skład gminy wchodzą następujące dzielnice:
- Eggerhof
- Gnadental
- Großaitingen
- Hardt
- Reinhartshofen

## Polityka
Wójtem gminy jest Franz Stellinger z SPD, rada gminy składa się z 16 osób.
|      | CSU | SPD | FWV | FWG Reinhartshofen-Hardt | Junge Liste | FBU | Razem |
| 2008 | 4   | 5   | 3   | 2                        | 1           | 1   | 16    |
| 2002 | 6   | 4   | 2   | 2                        | 1           | 1   | 16    |